# Hattarjärvi
Hattarjärvi är en sjö i kommunen Pyttis i landskapet Kymmenedalen i Finland. Sjön ligger 14,8 meter över havet. Den är 12 meter djup. Arean är 49 hektar och strandlinjen är 4,69 kilometer lång. Sjön  ingår i Kymmene älvs huvudavrinningsområde.   Den ligger omkring 23 km väster om Kotka och omkring 95 km öster om Helsingfors. 
I sjön finns öarna Kaninpaska och Välisaari. 